# Самеке-хан
Самеке хан (1660–1734) — первый хан Среднего жуза (1719–1734), сын казахского хана Тауке.

## Биография
Происходил из знатного казахского рода торе — прямых потомков Чингисхана по линии Джучи. Выдвинулся в число лидеров казахов в период Казахско-джунгарской войны. Возглавлял группировку казахской знати, которая придерживалась прорусской ориентации. Ставка Самеке находилась в Туркестане. Управлял несколькими родами найманов, кыпчаков и аргынов. Во внутренней политике стремился к объединению родов Среднего жуза, во внешней политике боролся против захватнических действий джунгар и среднеазиатских ханств. В 1726 году Самеке-хан совершил крупный поход на калмыцкие улусы на Волге. Казахский поход на улусы калмыцкого тайджи Лобжи вылился в крупное кровопролитное сражение между казахами и объединёнными силами тайджей Доржи, Лобжи и Дондука. Казахскими отрядами командовали хан Самеке, султаны Есим и Барак. После четырёхдневной осады казахского войска отрядами калмыков, обе стороны заключили перемирие.
В 1730 году Самеке-хан, возглавляя ополчения племен Среднего жуза, участвовал в Анракайской битве. В 1733 году он организовал поход против башкир, но хан Младшего жуза Абулхаир не только предупредил башкир, но и выставил против Самеке войско во главе с батыром Таймасом. Войско Самеке потерпело поражение. Однако Самеке-хан и Абулхаир вместе противодействовали возвышению Абульмамбета, хана Старшего жуза в качестве хана трёх Жузов.
25 декабря 1731 году А. И. Тевкелев, хан Младшего жуза Абулхаир и Богенбай-батыр отправили к хану Среднего жуза Самеке послов с предложением принять российское подданство. Это предложение нашло поддержку у Самеке-хана, который в июле 1732 года принес присягу верности русской императрице Анне Иоанновне. Однако подданство казахского хана Самеке имело формальный характер. Также в 1731-1732 года башкиры во главе с Таймас-батыром нанесли значительные поражения казахам с Самеке-ханом. При этой битве башкиры отняли у Самеке-хана его ханское знамя.
Ныне живущие представители рода торе из числа потомков сыновей Самеке-хана принадлежат к Y-ДНК гаплогруппе R1a.